# Monopis rejectella
Monopis rejectella är en fjärilsart som beskrevs av Walker 1864. Monopis rejectella ingår i släktet Monopis och familjen äkta malar. Inga underarter finns listade i Catalogue of Life.